# Hrabstwo Braxton
Hrabstwo Braxton (ang. Braxton County) – hrabstwo w stanie Wirginia Zachodnia w Stanach Zjednoczonych. Obszar całkowity hrabstwa obejmuje powierzchnię 516,17 mil² (1336,87 km²). Według szacunków United States Census Bureau w roku 2010 miało 14 523 mieszkańców.
Hrabstwo powstało w 1836 roku. 

## Miasta

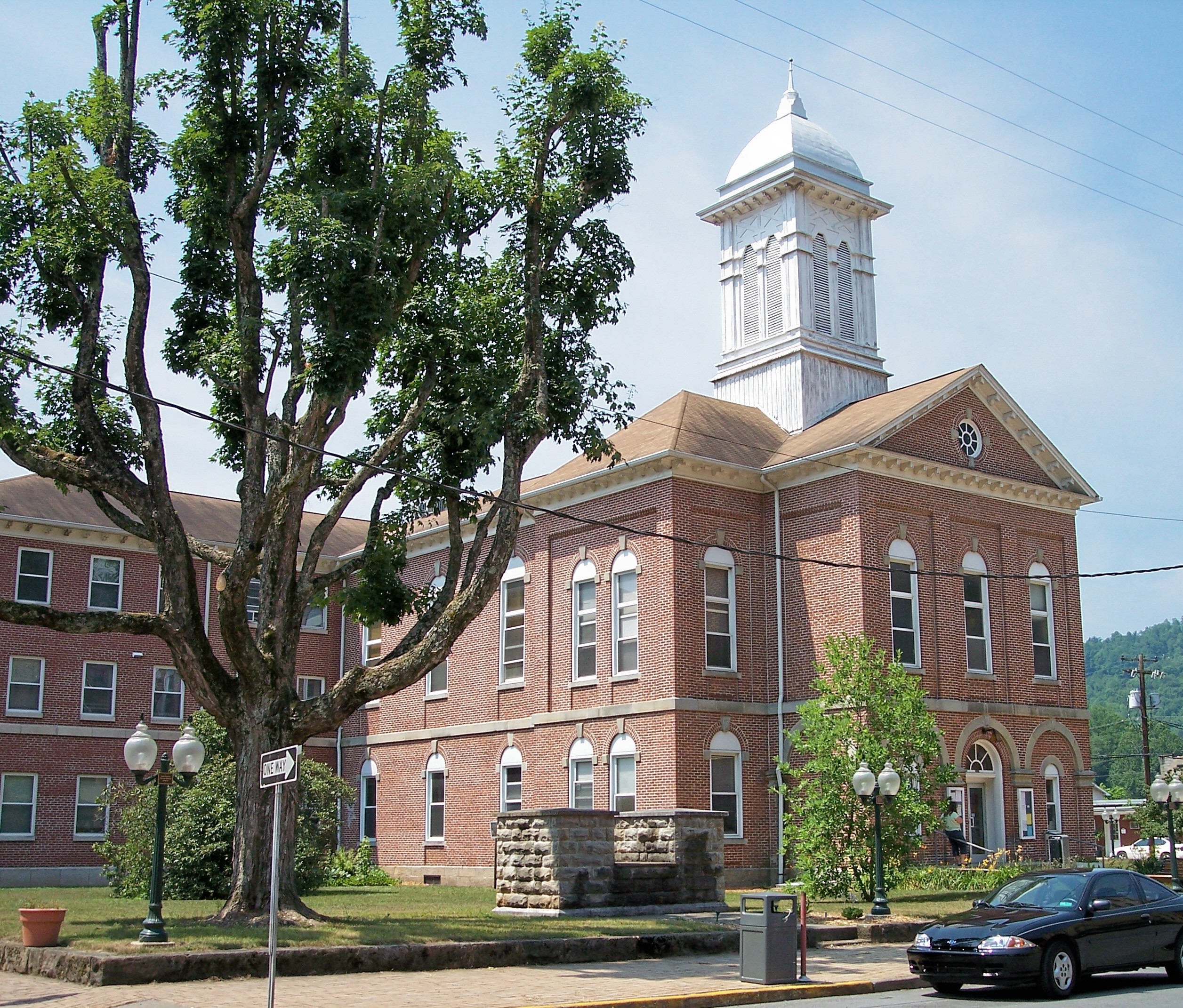
Budynek administracji hrabstwa (courthouse) w Sutton

- Burnsville
- Flatwoods
- Gassaway
- Sutton[4]

| Populacja hrabstwa w poprzednich latach | Populacja hrabstwa w poprzednich latach |
| Rok                                     | Liczba ludności                         |
| --------------------------------------- | --------------------------------------- |
| 1980                                    | 13 880                                  |
| 1990                                    | 12 998                                  |
| 2000                                    | 14 702                                  |
| 2010                                    | 14 523                                  |